# Jonathan Stark (attore)
Jonathan Stark, nato Gordon Johnston Stark (Erie, 16 febbraio 1955), è un attore, sceneggiatore e produttore televisivo statunitense.
Stark ha creato, insieme a Tracy Newman, la sitcom La vita secondo Jim e ha vinto un Emmy per la sua co-scrittura di The Puppy Episode, episodio della sitcom Ellen in cui il personaggio di Ellen DeGeneres, Ellen Morgan, fa coming out. 
Come attore è conosciuto per aver interpretato la guardia del corpo vampiro e servitore Billy Cole in Ammazzavampiri (1985), il sergente Krieger in Project X (1987) e Charlie in House II: The Second Story (1987).

## Filmografia parziale
Attore
- Ammazzavampiri (Fright Night), regia di Tom Holland (1985)
- Fuga dal futuro - Danger Zone (Project X), regia di Jonathan Kaplan (1987)
- La casa di Helen (House II: The Second Story), regia di Ethan Wiley (1987)